# Medan jorden går ett varv
Medan jorden går ett varv är en sång skriven av Björn Alriksson och Ann Persson, och inspelad av dansbandet Sten & Stanley på albumet Samlade TV-hits 2003. Sångtexten handlar om oro inför framtiden.
Låten blev efter bara 7 veckor på Svensktoppen år 2003 tvåa på listan (mellan Björn Skifs långkörare Håll mitt hjärta som 1:a och Per Gessles monsterhit Här kommer alla känslorna (på en och samma gång) som 3:a). Högsta placering totalt blev också 2:a (då man inte rådde på den svårslagne Björn Skifs) och låten låg också 2:a under sammanlagt 12 veckor; från vecka 48, 2003 - vecka 7, 2004). Totalt tillbringade låten hela 27 veckor på Svensktoppen (som lägst 8:a) mellan 19 oktober 2003 och 18 april 2004 innan den föll ut.
Låten blev en stor dansbandshit, en av Sten & Stanleys mest spelade och önskade låtar.

### Fotnoter
1. ↑  ”Samlade TV-hits”. Svensk mediedatabas. 14 mars 2003. https://smdb.kb.se/catalog/id/001553818. Läst 22 augusti 2010.
2. ↑  Michael Nystås (7 oktober 2003). ”Vilken nytändning för Sten & Stanley” (på svenska). Aftonbladet. https://www.aftonbladet.se/nojesbladet/a/0EQo7M/vilken-nytandning-for-sten--stanley. Läst 22 oktober 2018.
3. ↑  Gustav Jappevik, Lova Jappevik (14 mars 2003). ”Medan jorden går ett varv”. Nostalgilistan. https://www.nostalgilistan.se/lisa-miskovsky-791/lady-stardust-2633. Läst 22 oktober 2008.
4. ↑  Hasse Gänger (21 oktober 2016). ”Sten & Stanleys monsterhit om Margareta” (på svenska). Land. https://www.land.se/kultur/sten-stanleys-monsterhit-om-margareta-en-ny-lat-ger-antligen-svar-pa-karleksdramat/. Läst 22 oktober 2018.